# 성전기사단 총장
성전기사단 총장은 그리스도와 솔로몬 성전의 가난한 전사들, 소위 성전기사단의 최고위직(총장)이다. 1118년 초대 위그 드 파앵 이래 말대 자크 드 몰레까지 23명의 총장이 있었다.
기독교 세계의 각 국가에 단장(master)들이 있었고, 모든 단장들을 총괄하는 위치에 총장이 있었다. 총장은 서방 기독교 세계와 동방의 성지 모든 곳에서 기사단의 군사 및 행정 업무를 모두 대표했다. 교황 칙령에 따라 성전기사단 총장은 오로지 로마 교황청에만 복종할 의무가 있었고 세속 군주들로부터는 독립적이었다.

## 목록
| #   | 문장 | 이름 | 이름                     | 임기                 | 비고 |
| --- | ---- | ---- | ------------------------ | -------------------- | --- |
| 1.  |      |      | 위그 드 파앵             | 1118년–1136년        | 1119년 예루살렘왕 보두앵 2세에게 기사수도회 설립 제안, 성전산에 본부 설치. 1129년 트루아 공의회에서 정식 수도회로 공인.                                                                            |
| 2.  |      |      | 로베르 드 크라온         | 1136년–1147년        | 교황 인노첸시오 2세 『완벽한 선물』 칙소 발표. 성전기사단이 세속군주의 법률에 복종해야 할 의무 면제됨.                                                                                             |
| 3.  |      |      | 에버라드 데 바레스       | 1147년–1151년        | 1151년 은퇴하고 프랑스로 귀국하여 일반 수도사가 됨. |
| 4.  |      |      | 베르나르 드 트레믈레 †   | 1151년–1153년        | 아스칼론 전투 (1153년)에서 전사. |
| 5.  |      |      | 앙드레 드 몽바르         | 1153년–1156년        | |
| 6.  |      |      | 베르트랑 드 블랑셰포르   | 1156년–1169년        | |
| 7.  |      |      | 필리프 드 밀리           | 1169년–1171년        | |
| 8.  |      |      | 오도 드 생아망 (POW)     | 1171년–1179년        | 살라딘에게 포로로 잡혀 옥사. |
| 9.  |      |      | 아르노 드 토로주         | 1181년–1184년        | 신흥세력으로 부상한 구호기사단과 세력다툼. |
| 10. |      |      | 제라르 드 리데포르 †     | 1185년–1189년        | 아크레 공방전 (1189년-1191년)에서 살라딘에게 포로로 잡힌 뒤 참수당함. |
| 11. |      |      | 로베르 4세 드 사블레     | 1191년–1193년        | 잉글랜드 국왕 리처드 1세의 고문관. |
| 12. |      |      | 질베르 오랄              | 1193년–1200년        | 구호기사단과의 세력다툼 계속. 교황 인노첸시오 3세는 구호기사단의 편을 듦. |
| 13. |      |      | 필리프 드 플레시         | 1201년–1208년        | 유럽 지역에서 성전기사단의 최전성기. |
| 14. |      |      | 기욤 드 샤르트르         | 1209년–1219년        | |
| 15. |      |      | 피에르 드 몽테귀         | 1218년–1232년        | 하틴 전투에서 상실했던 성십자가 회수. |
| 16. |      |      | 아르망 드 페리고르 (POW) | 1232년–1244년        | 1205년붙 총장 되기 전까지 시칠리아 단장 역임. 갈릴리 해 주변으로 무슬림에게 반격 시도했으나 무용. 1239년 다마스쿠스 술탄과 동맹. 1244년 이집트 술탄의 화레즘인 용병대와 전투(하르비야 전투), 패배. |
| 17. |      |      | 리샤르 드 뷔르 †/ (POW)  | 1244년/1245년-1247년 | 이름 외에 아무 기록이 없음. 페리고르가 하르비야에서 포로로 잡히거나 죽자 서리를 맡았을 가능성 있음.                                                                                                |
| 18. |      |      | 기욤 드 소나크 †         | 1247년–1250년        | 제7차 십자군 참전. 루이 9세가 포로로 잡힌 파리스쿠르 전투에서 사망. |
| 19. |      |      | 르노 드 비시에           | 1250년–1256년        | |
| 20. |      |      | 토마스 베라르            | 1256년–1273년        | |
| 21. |      |      | 기욤 드 보죄 †           | 1273년–1291년        | 아크레 전투 (1291년)에서 전사. 아크레 함락으로 성지 육상 교두보 상실. |
| 22. |      |      | 티보 고댕                | 1291년–1292년        | |
| 23. |      |      | 자크 드 몰레             | 1292년–1314년        | 1303년 맘루크에게 아르와드 섬을 빼앗기면서(루아드 공성전) 성지 교두보 완전 상실. 성지 상실 후 기사수도회의 개혁을 꾀함. 1307년 프랑스 국왕 필리프 4세에게 체포, 이단 누명을 쓰고 1314년 화형.      |

## 같이 보기
- 기사단 총장
- 튜턴 기사단 총장